# Son Tay
Son Tay è una cittadina (thị xã) del Vietnam, all'interno dell'area metropolitana di Hanoi, già capoluogo della provincia di Son Tay, fusasi con Ha Dong nel 1965 nella provincia di Ha Tay, entità amministrativa soppressa nel 2008.
Son Tay è meglio conosciuta per essere il luogo in cui si trovava il campo di prigionia che l'Esercito degli Stati Uniti tentò di liberare con l'Operazione Ivory Coast il 21 novembre 1970.